# Andreas Frese
Andreas Frese (* 1977) ist ein deutscher Pianist und Liedbegleiter.

## Werdegang
Frese studierte nach erster Ausbildung bei den Limburger Domsingknaben zunächst Klavier bei Ria Goetze in Düsseldorf sowie Musik- und Literaturwissenschaften und ergänzte seine Ausbildung im anschließenden Studium in der Meisterklasse für Liedinterpretation bei Irwin Gage und Esther de Bros in Zürich. Weitere Impulse erhielt er in Meisterkursen u. a. bei Dietrich Fischer-Dieskau, Christoph Prégardien, Matthias Goerne, Edith Wiens und Johannes Goritzki. Andreas Frese war 2002 Stipendiat des Richard-Wagner-Verbandes.
Konzerte führten ihn nach Finnland, Schweden, England, Frankreich, Slowenien, Deutschland, Österreich und in die Schweiz. Er arbeitete mit Musikern wie Julia Kleiter, Elisabeth Kulman, Hanna-Elisabeth Müller, Daniel Behle, Benjamin Bruns, Christian Immler, Christoph und Julian Prégardien, Daniel Schmutzhard, Benedict Kloeckner, Niklas Liepe, dem Amaryllis Quartett, dem Aris Quartett, dem Eliot Quartett, dem RTÉ Concert Orchestra und dem Ensemble Camerata Musica Limburg zusammen. 
Auf CD-Veröffentlichungen ist er gemeinsam mit Christoph Prégardien, Alison Browner, Christian Immler, Sebastian Kohlhepp und dem Ensemble Camerata Musica Limburg zu hören.
Andreas Frese unterrichtet Klavier am Landesmusikgymnasium Rheinland-Pfalz. Außerdem hat er einen Lehrauftrag für Korrepetition (Gesang/Lehramt) an der Hochschule für Musik und Darstellende Kunst Frankfurt am Main. Er ist Organist an St. Peter zu Diez in Altendiez.
Andreas Frese erteilt den Limburger Domsingknaben seit 2006 Klavierunterricht. 